# 松达洛
松达洛（義大利語：Sondalo），是意大利松德里奥省的一个市镇。总面积96平方公里，人口4301人，人口密度44.8人/平方公里（2009年）。国家统计（ISTAT）代码为014060。